# Five (álbum)
Five (estilizado como 5ive) é o primeiro álbum de estúdio da boy band inglesa Five. Foi lançado no Reino Unido em 22 de junho de 1998 e alcançou o primeiro lugar na UK Albums Chart, tornando-se o único álbum da banda a fazê-lo. O álbum foi lançado posteriormente nos Estados Unidos em 14 de julho de 1998, onde alcançou a posição 27 na Billboard 200, tornando-se o álbum de maior sucesso da banda na região.
Produzido em grande parte por Jake Schulze e Denniz Pop - o último que também atuou como produtor executivo com Simon Cowell - o álbum gerou seis singles, dos quais todos, exceto um, alcançaram o top 10 do UK Singles Chart, a exceção - "It's the Things You Do" - tendo sido lançado apenas nos Estados Unidos. Em 4 de dezembro de 1998, a British Phonographic Industry concedeu ao álbum a certificação Platina, um prêmio mais tarde igualado pela Recording Industry Association of America. Desde então, o álbum ganhou duplo status de platina no Reino Unido e vendeu mais de 4 milhões de cópias em todo o mundo.

## Músicas
O primeiro single, "Slam Dunk (Da Funk)", foi lançado em 1 de dezembro de 1997 e alcançou a posição 10 no UK Singles Chart. Também foi escolhida como a nova música tema da NBA após seu lançamento nos Estados Unidos. O segundo single, "When the Lights Go Out", foi lançado em 2 de março de 1998. Alcançou a quarta posição no Reino Unido e também alcançou a segunda posição na Austrália, a sétima posição na Suécia e a décima posição nos Estados Unidos e o número onze na Irlanda. A canção foi trilha sonora da novela Meu Bem Querer que estreou no mesmo ano. O terceiro single, "Got the Feelin'", foi lançado em 8 de junho de 1998 e alcançou a posição número 3 no Reino Unido, número dois na Nova Zelândia, número doze na Suécia, número seis na Áustria e número quatro na Irlanda e Holanda.
O quarto single, "Everybody Get Up", foi lançado em 21 de agosto de 1998. Foi o single de maior sucesso do álbum, estreando em número um na Nova Zelândia, o que deu ao Five seu primeiro número um. A música também chegou ao segundo lugar no Reino Unido, tornando-se a música de maior sucesso do Five no Reino Unido na época. Outras posições nas paradas incluíram o número quatro na Alemanha, o número nove na Holanda e o número cinco na Áustria e Suécia. O quinto single, "It's the Things You Do", foi lançado apenas nos Estados Unidos, em 27 de outubro de 1998. Não teve sucesso, chegando ao número 53. O sexto e último single, "Until the Time Is Through", foi lançado em 16 de novembro de 1998. Tornou-se o segundo single número dois do Five no Reino Unido, ao mesmo tempo em que alcançou o número três na Irlanda, o número oito na Alemanha, o número onze na Suécia, o número 14 na Nova Zelândia e o número 15 na Holanda.

## Lista de faixas
| N.º            | Título                      | Compositor(es)                                                      | Produtores                          | Duração |  |
| 1.             | "Slam Dunk Da Funk"         | Denniz Pop, Max Martin, Jake Schulze, Herbie Crichlow               | Pop, Martin, Schulze                | 3:38    |  |
| 2.             | "When the Lights Go Out"    | Eliot Kennedy, Tim Lever, Mike Percy, John McLaughlin, Five         | Kennedy, Lever, Percy               | 4:10    |  |
| 3.             | "Everybody Get Up"          | Herbie Crichlow, Alan Merrill, Jake Hooker, Five                    | Pop, Schulze                        | 3:26    |  |
| 4.             | "Got the Feelin'"           | Richard Stannard, Julian Gallagher, J Brown, Sean Conlon, Abs Breen | Stannard, Gallagher                 | 3:28    |  |
| 5.             | "It's the Things You Do"    | Max Martin, Herbie Crichlow, George Shahin, Five                    | Martin, Schulze, Lever, Percy       | 3:36    |  |
| 6.             | "Human (The Five Remix)"    | James Harris III, Terry Lewis                                       | Stannard, Gallagher                 | 3:48    |  |
| 7.             | "Until the Time Is Through" | Max Martin, Andreas Carlsson                                        | Martin, Kristian Lundin             | 4:15    |  |
| 8.             | "Satisfied"                 | Tim Hawes, Keith Beauvais, Five                                     | Steve Mac, Tim Laws                 | 4:14    |  |
| 9.             | "Partyline 555-On-Line"     | Denniz Pop, Jake Schulze, Herbie Crichlow, Five                     | Pop, Schulze                        | 4:22    |  |
| 10.            | "That's What You Told Me"   | Wayne Hector, Ali Tennant, Mich Hedin Hansen, Joseph Belmaati, Five | Cutfather & Joe                     | 3:44    |  |
| 11.            | "It's All Over"             | Eliot Kennedy, Tim Lever, Mike Percy, Five                          | Kennedy, Lever, Percy, Nigel Wright | 4:12    |  |
| 12.            | "Don't You Want It"         | Denniz Pop, Max Martin, Five                                        | Pop, Martin                         | 3:43    |  |
| 13.            | "Shake" (feat. Herbie)      | Jake Schulze, Herbie Crichlow, Five                                 | Schulze                             | 3:26    |  |
| 14.            | "Cold Sweat"                | Mark Topham, Karl Twigg, Five                                       | TTW                                 | 4:06    |  |
| 15.            | "Straight Up Funk"          | Denniz Pop, Max Martin, Jake Schulze, Herbie Crichlow               | Pop, Schulze                        | 3:58    |  |
| 16.            | "My Song"                   | Denniz Pop, Jake Schulze, Herbie Crichlow, Five                     | Pop, Schulze                        | 3:53    |  |
| 55.            | "Switch" (faixa escondida)  | Denniz Pop, Jake Schulze, Five                                      | Pop, Schulze                        | 4:00    |  |
| Duração total: | Duração total:              | Duração total:                                                      | Duração total:                      | 66:00   |  |

Notas
- "Slam Dunk Da Funk" contém uma amostra de "Clap Your Hands", interpretada por Herbie.
- "Everybody Get Up" contém uma amostra de "I Love Rock 'n' Roll", interpretada por Joan Jett & The Black Hearts.
- "Human" é uma versão cover da canção de mesmo nome de The Human League.
- "Switch" contém uma amostra de "Every Guy", interpretada por Take That.

## Paradas
| Paradas (1998)                      | Posição mais alta |
| ----------------------------------- | ----------------- |
| Austrália (ARIA)                    | 8                 |
| Bélgica (Ultratop Flandres)         | 1                 |
| Bélgica (Ultratop Valônia)          | 4                 |
| Canadian Albums (RPM)               | 38                |
| Dinamarca (Hitlisten)               | 11                |
| Países Baixos (Dutch Charts)        | 2                 |
| Europe (European Top 100 Albums)    | 5                 |
| Finlândia (Suomen virallinen lista) | 16                |
| Hungria (MAHASZ)                    | 9                 |
| Icelandic Albums (Tonlist)          | 9                 |
| Irlanda (IRMA)                      | 3                 |
| Itália (FIMI)                       | 6                 |
| Japanese Albums (Oricon)            | 61                |
| Malaysian Albums (IFPI)             | 8                 |
| Nova Zelândia (RMNZ)                | 1                 |
| Noruega (VG-lista)                  | 25                |
| Scottish Albums (OCC)               | 7                 |
| Suécia (Sverigetopplistan)          | 6                 |
| Taiwanese Albums (IFPI)             | 1                 |
| UK Albums Chart (OCC)               | 1                 |
| US Billboard 200                    | 27                |

| Paradas (1998)                     | Posição mais alta |
| ---------------------------------- | ----------------- |
| Australian Albums (ARIA)           | 24                |
| Belgian Albums (Ultratop Flanders) | 19                |
| Belgian Albums (Ultratop Wallonia) | 49                |
| Dutch Albums (MegaCharts)          | 34                |
| Italian Albums (FIMI)              | 29                |
| UK Albums (OCC)                    | 25                |
| Parada (1999)                      | Posição mais alta |
| Australian Albums (ARIA)           | 33                |